# Lockheed P-3
Die Lockheed P-3 Orion ist ein viermotoriges propellergetriebenes Flugzeug, das weltweit als Seefernaufklärer und U-Jagd-Flugzeug eingesetzt wird. Die P-3 Orion ist eine militärische Ableitung der Zivilmaschine Lockheed L-188 Electra (Erstflug 6. Dezember 1957).

## Geschichte

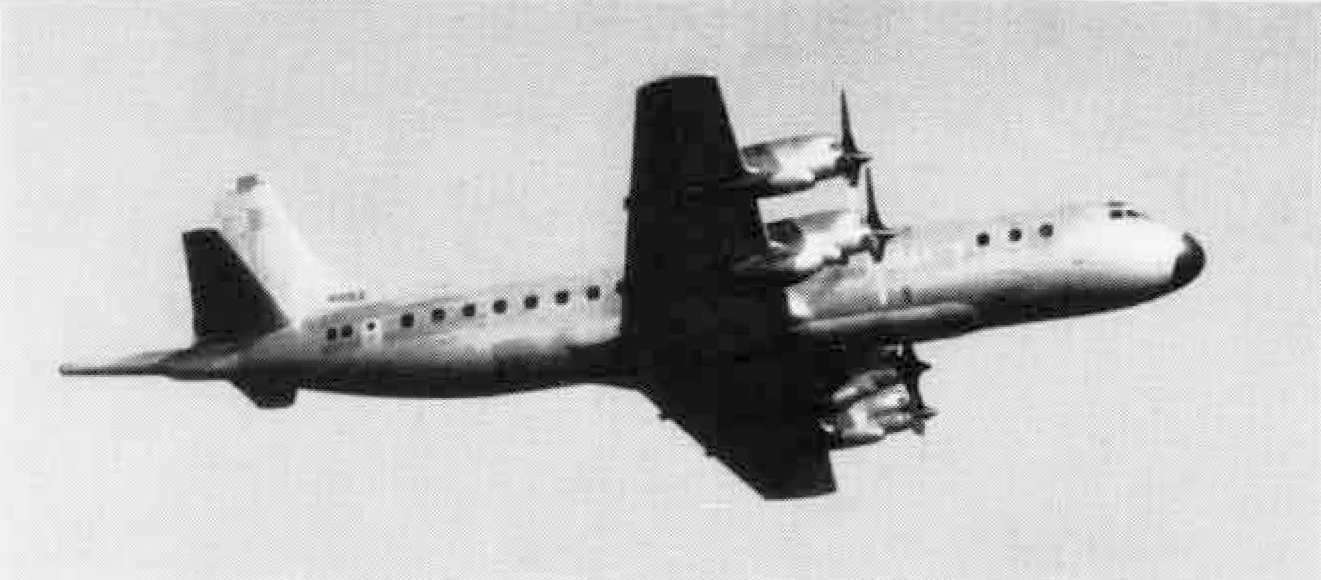
Der erste Prototyp war eine umgebaute Lockheed Electra

Der Erstflug war am 25. November 1959. Die Orion wurde 1962 als P-3 in den Streitkräften der USA in Dienst gestellt. Die ursprünglichen Baureihen wurden ab 1979 durch die P-3C abgelöst, deren letztes Exemplar 1990 gebaut wurde.
Am 1. April 2001 musste eine EP-3E Aries II, ein SIGINT-Aufklärer der US Navy, auf der Insel Hainan in China notlanden, nachdem er mit einem chinesischen Kampfflugzeug vom Typ Shenyang J-8 kollidiert war.
In den USA wurden die P-3 Orion in ihrer primären Rolle zwischen 2010 und 2019 durch die P-8 Poseidon von Boeing, einer Militärversion der B-737-800, ersetzt. Der letzte Nutzer war die auf der Naval Air Station Whidbey Island stationierte Aufklärungsstaffel VQ-1, die die Spezialversion EP-3E noch bis 2025 flog.
Die US-Meteorologiebehörde National Oceanic and Atmospheric Administration (NOAA) setzt noch zwei P-3 in der Version WP-3D ein, die speziell für die Aufnahme und Auswertung von meteorologischen Daten ausgerüstet wurden.
Daneben stehen P-3 verschiedener Varianten weiterhin bei einer Reihe von Exportkunden im aktiven Dienst. Nachdem die Niederlande ihre Exemplare bereits Mitte der 2000er Jahre an Deutschland und Portugal abgaben, beschleunigte sich die Außerdienststellung zu Beginn der 2020er Jahre, zunächst in Spanien und Neuseeland.

## Besatzung

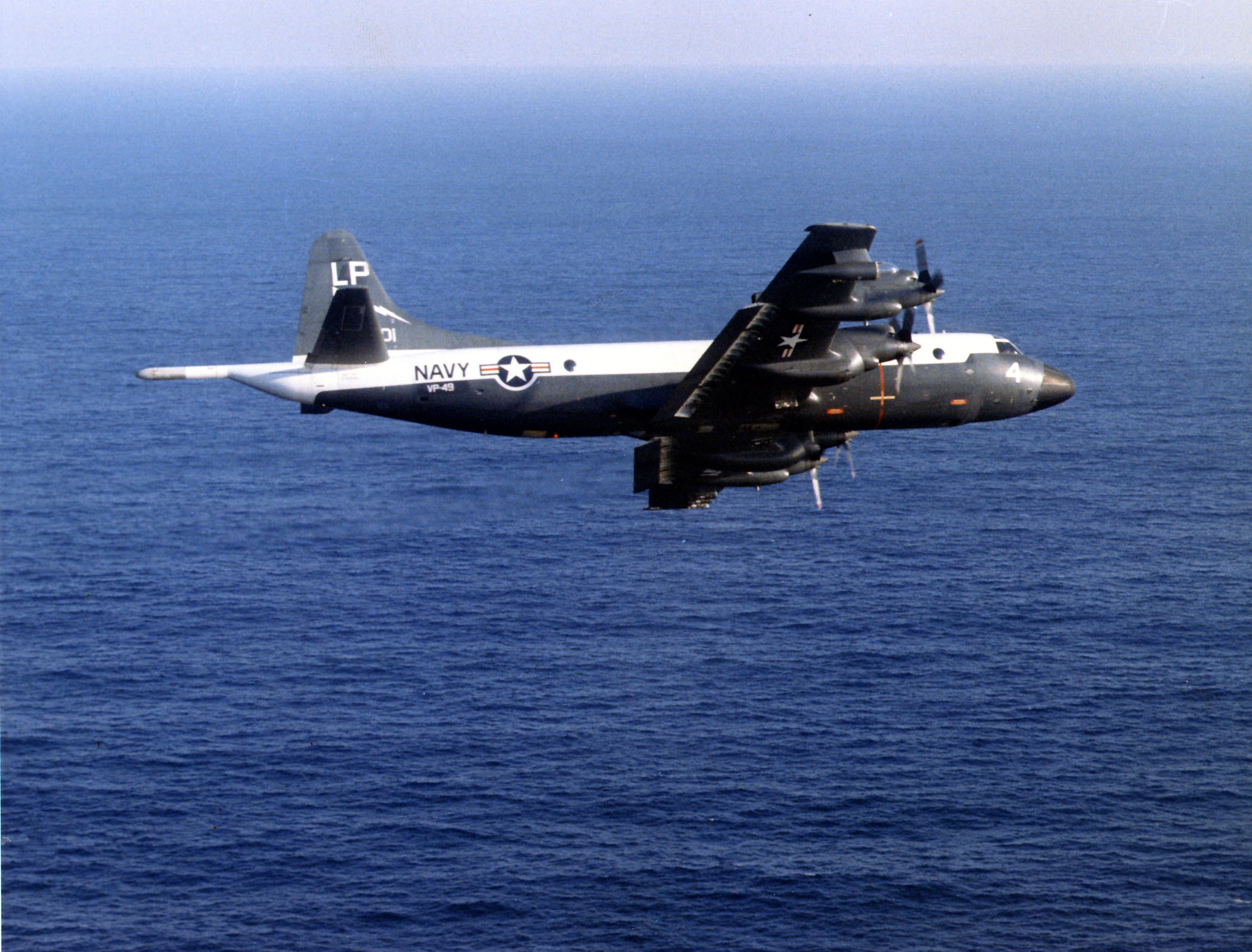
Eine P-3A der Staffel VP-49 im ursprünglichen dunkelgrau-weißen Anstrich

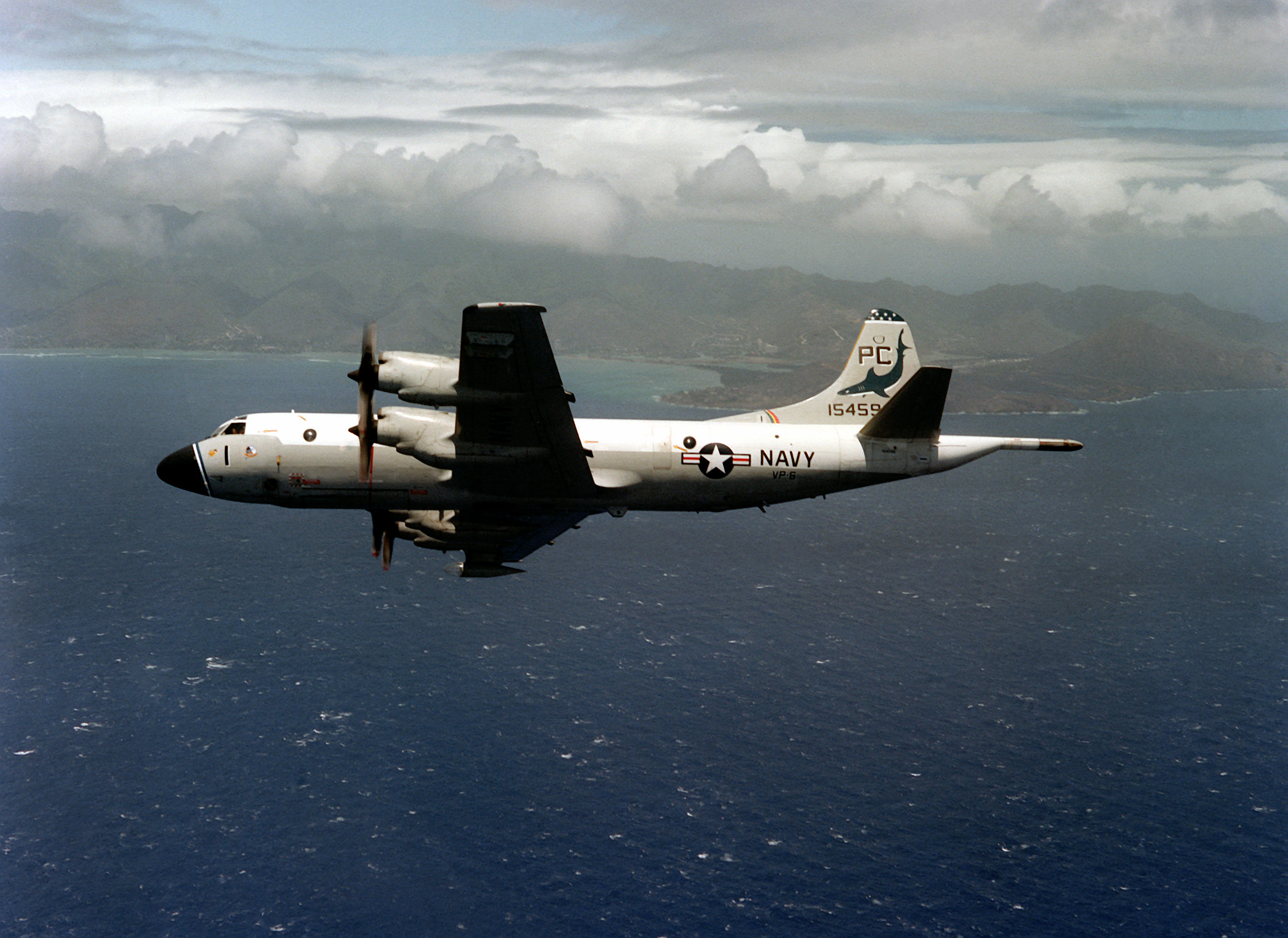
P-3B der Staffel VP-6 bei Hawaii

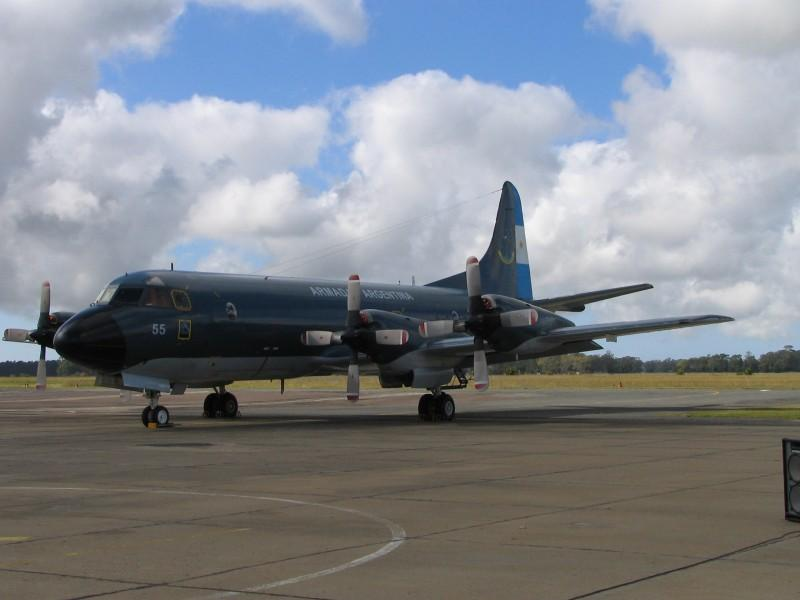
P-3B der argentinischen Marine

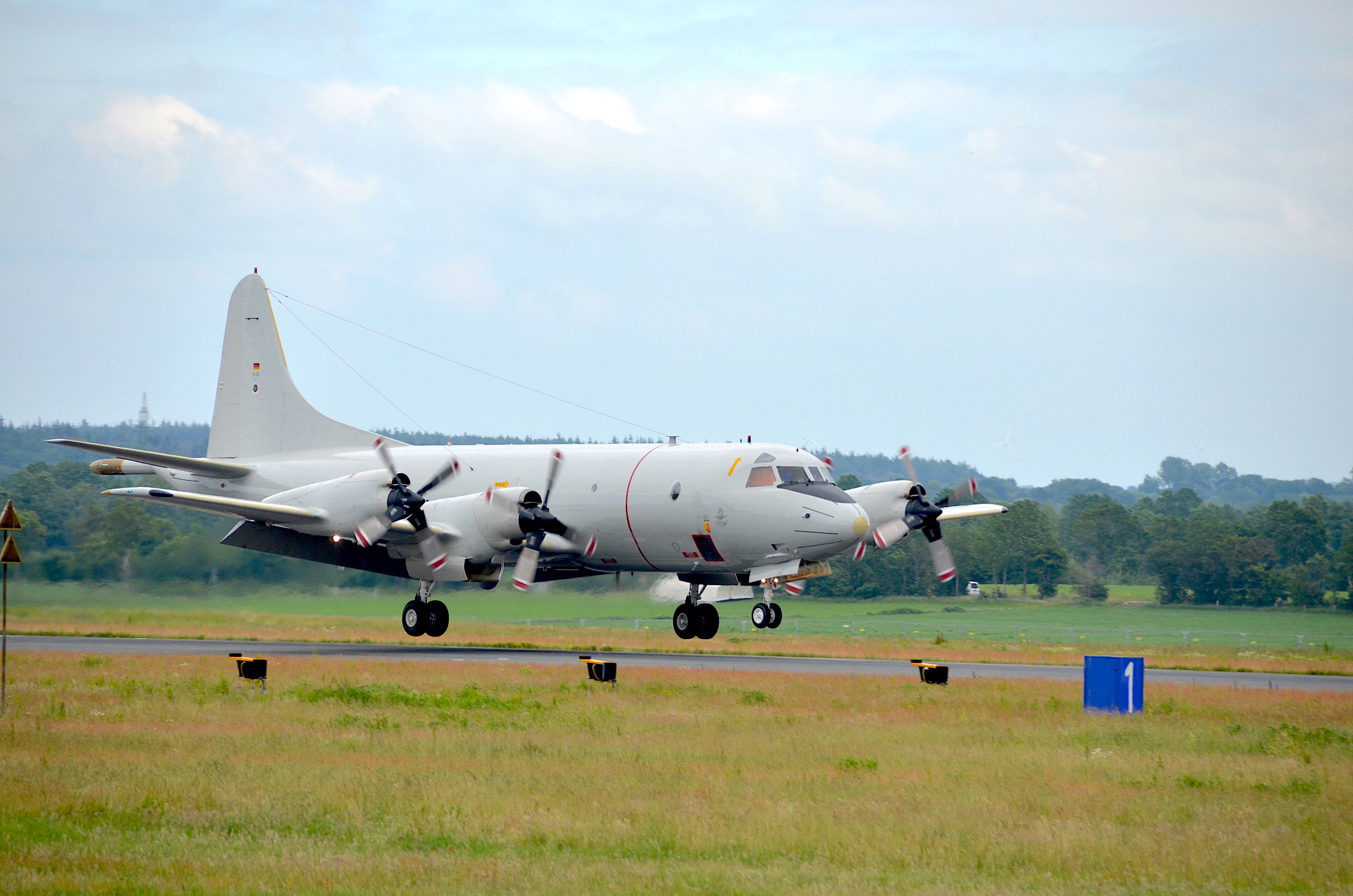
P-3C der Deutschen Marine

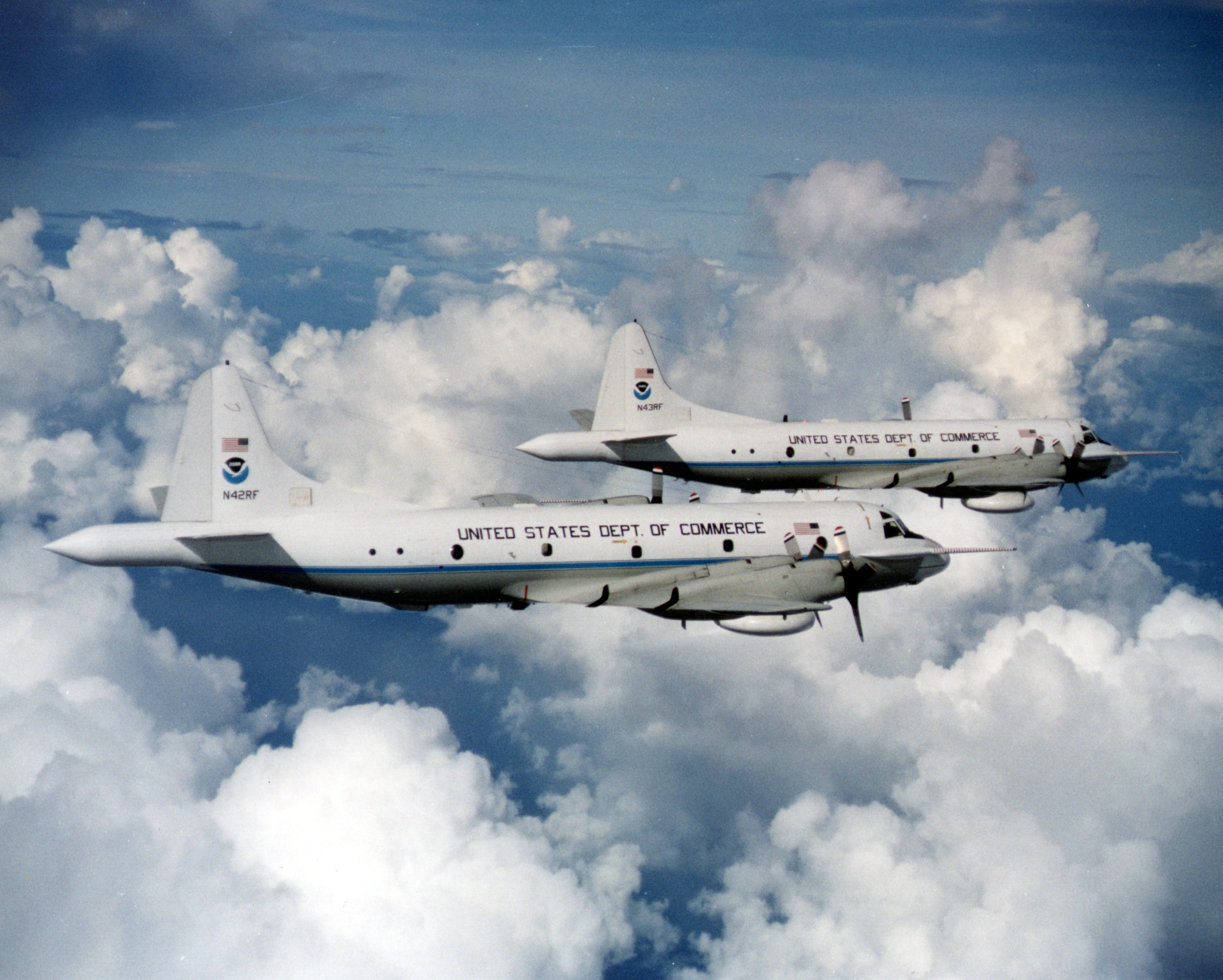
WP-3D Hurricane Hunters

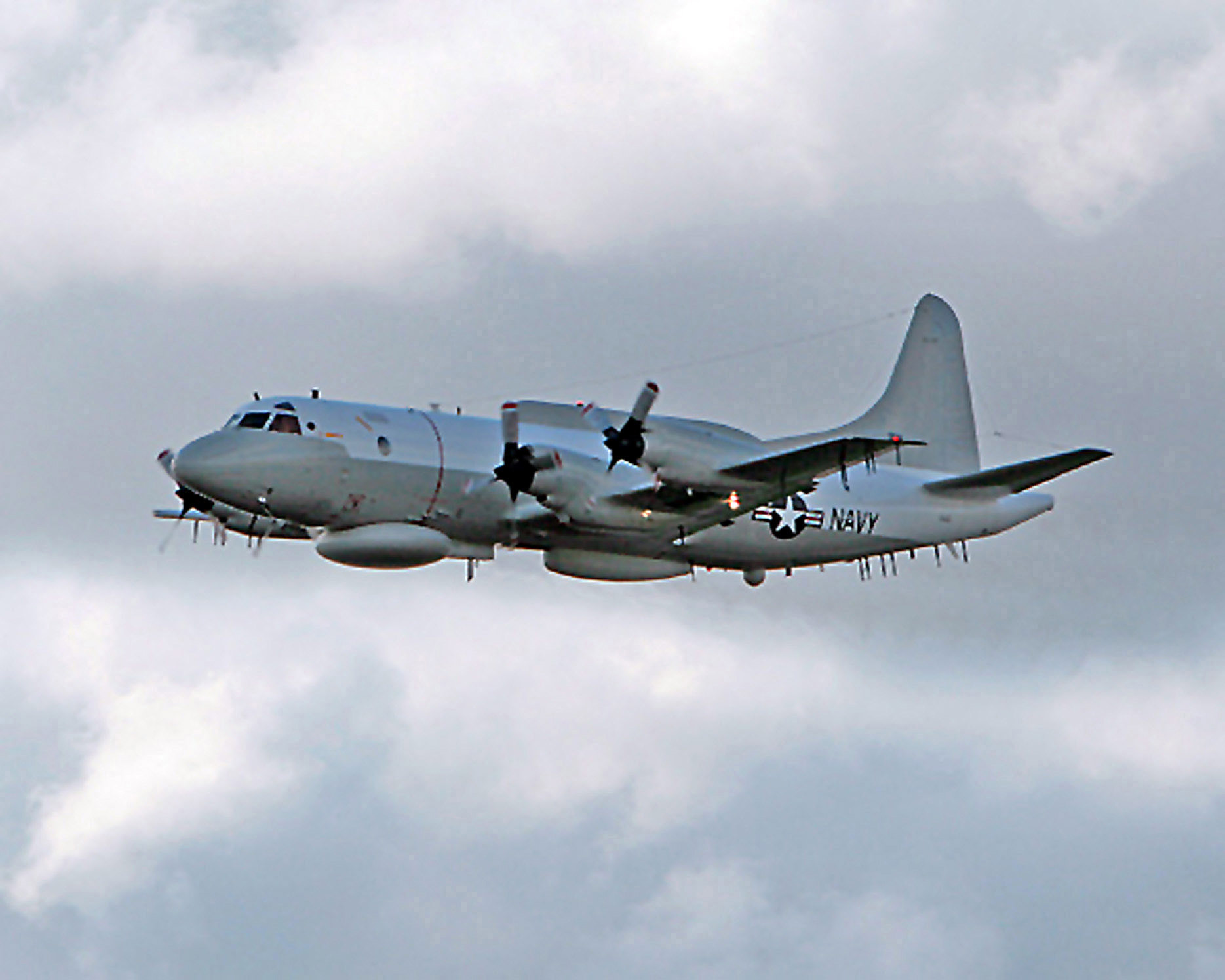
EP-3E Aries II, 2006

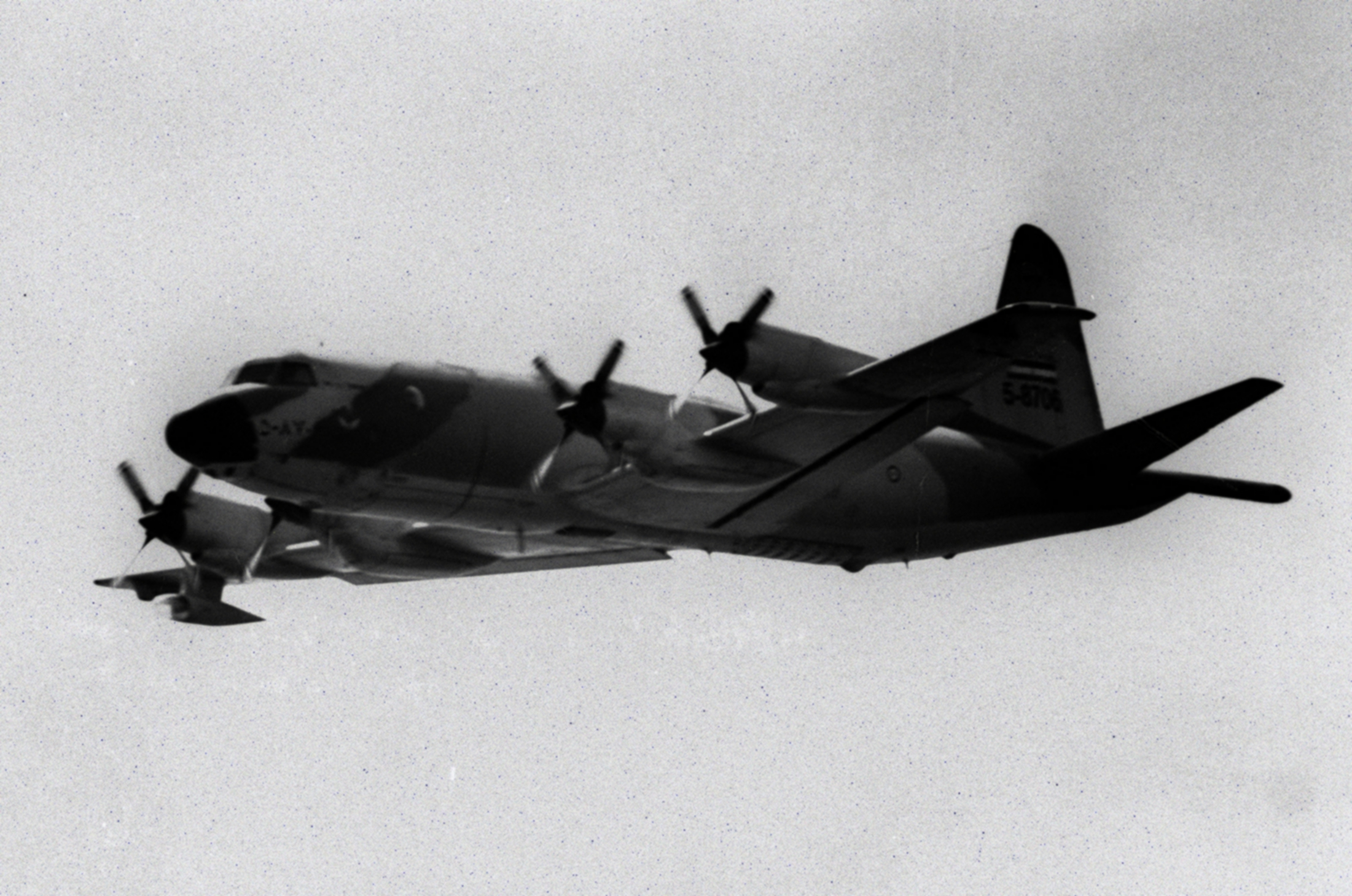
P-3F der iranischen Luftwaffe

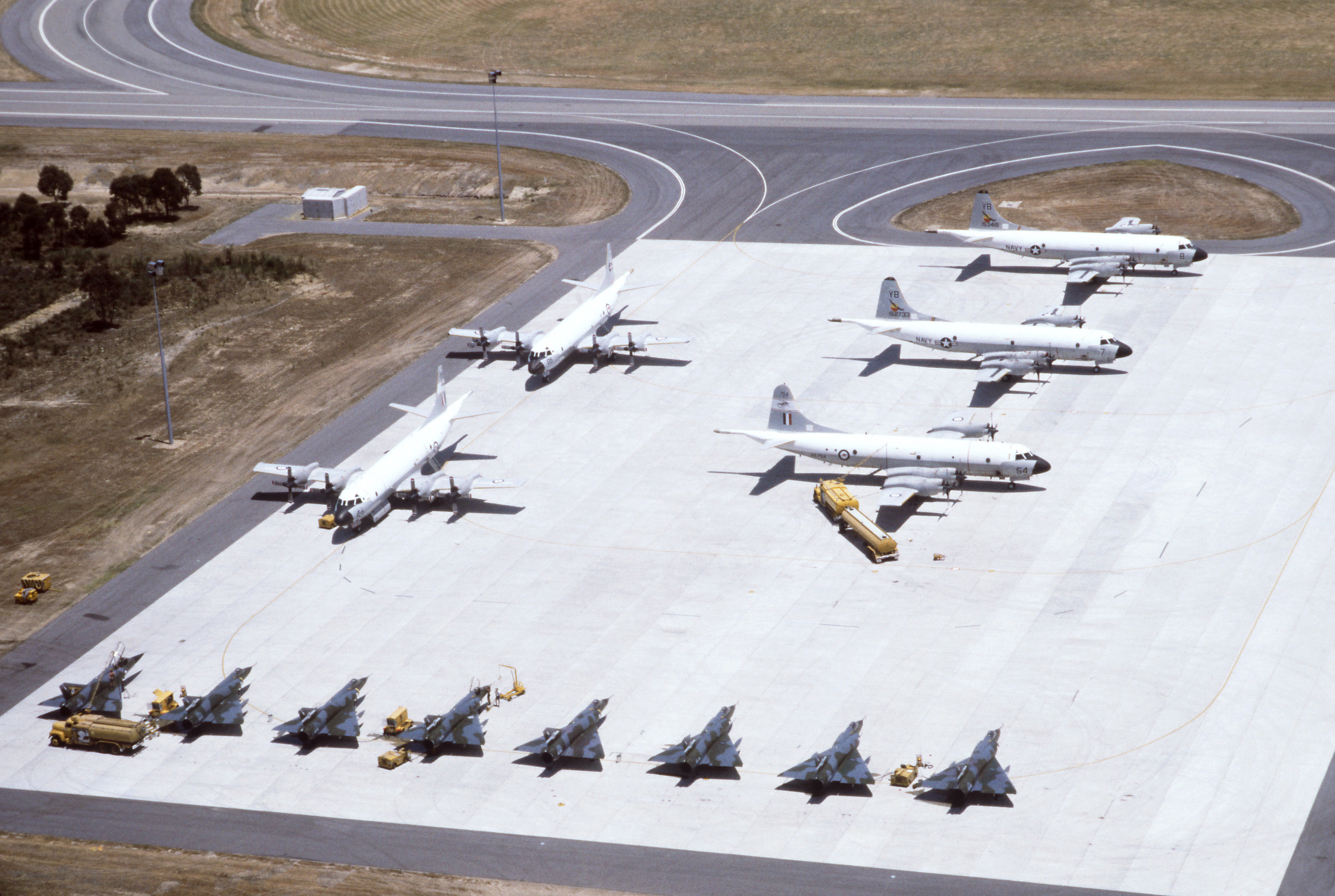
P-3K der Royal New Zealand Air Force

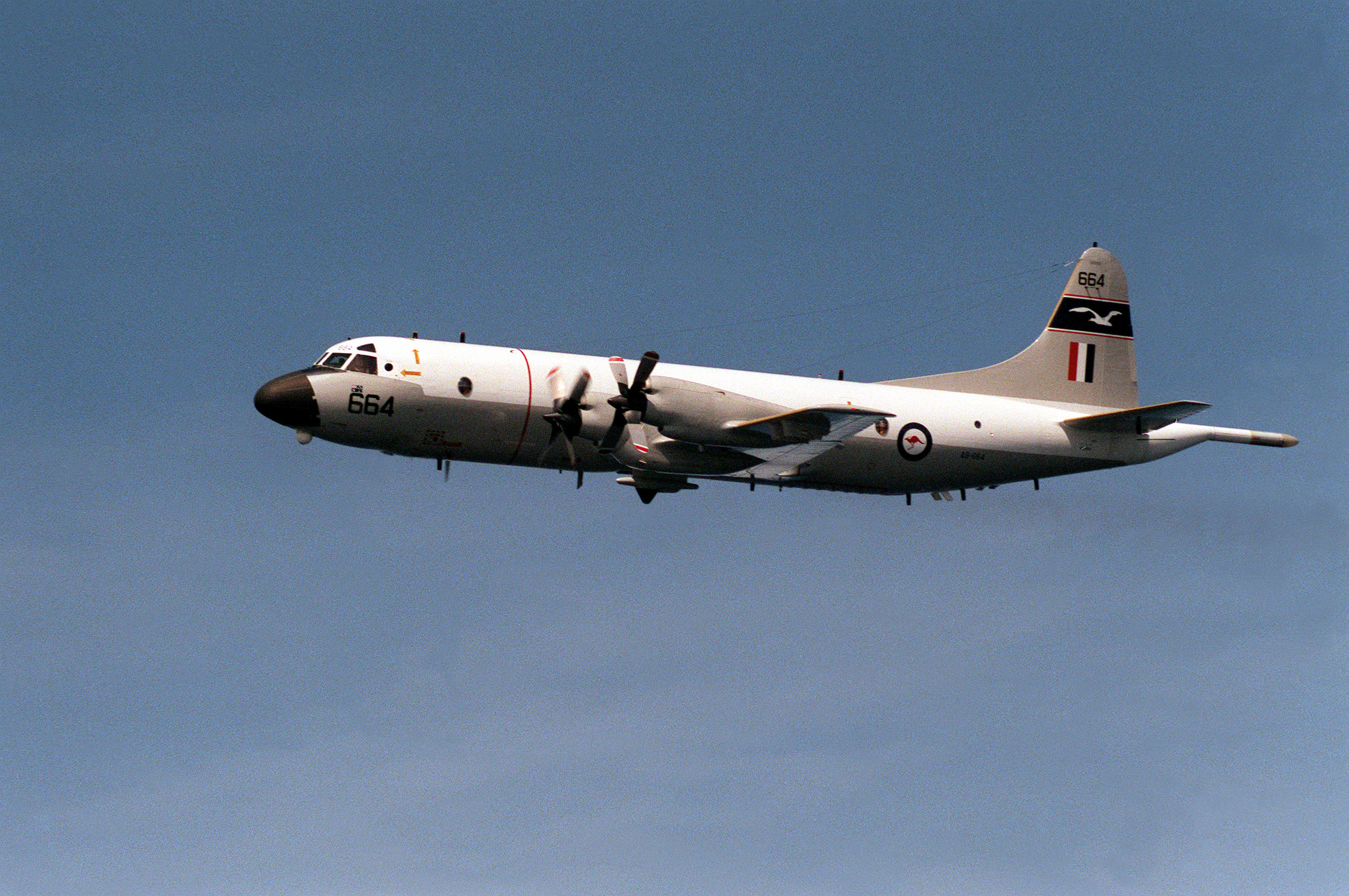
P-3W der australischen 11 Sqn, 1990

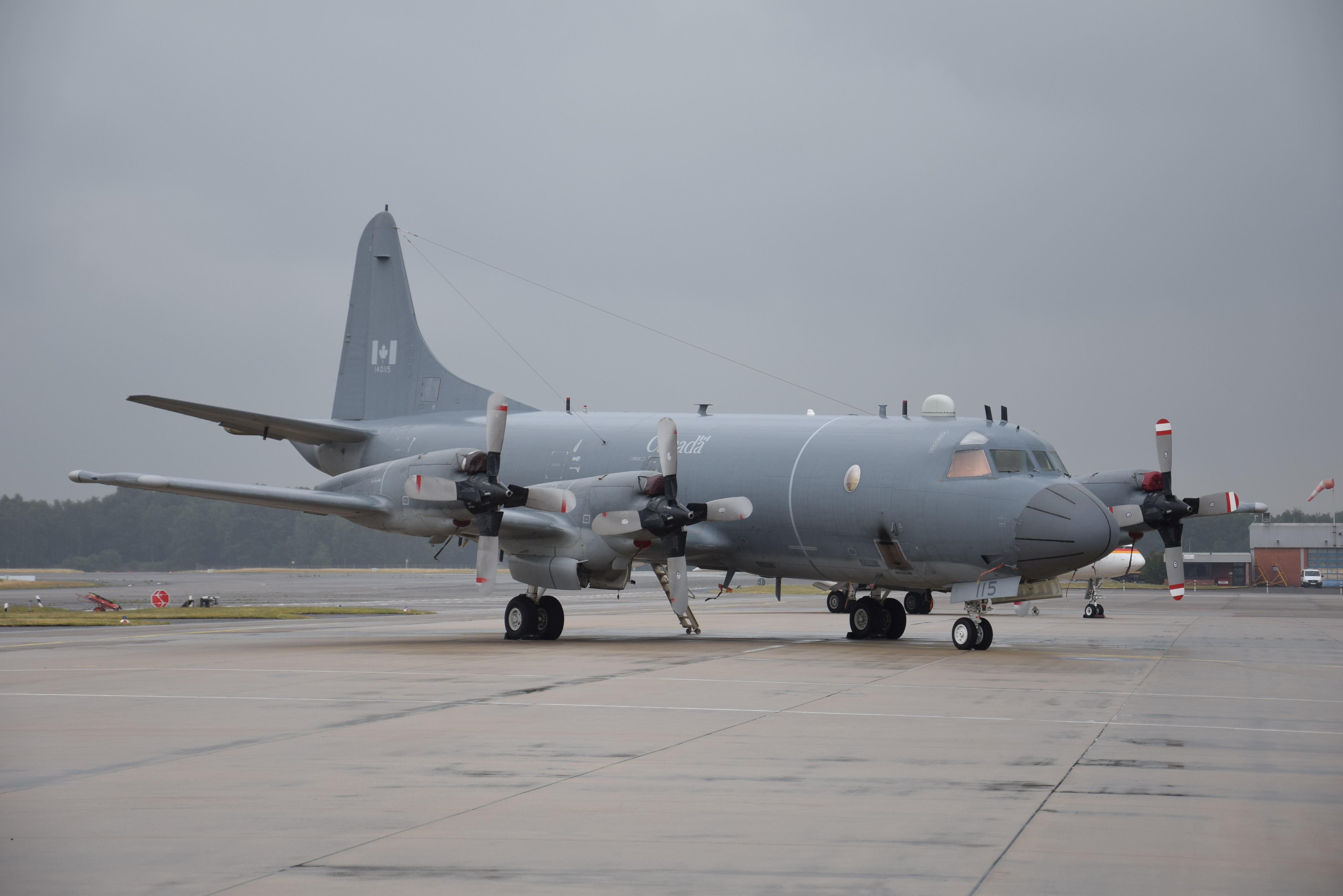
Kanadische CP-140 im Juni 2015

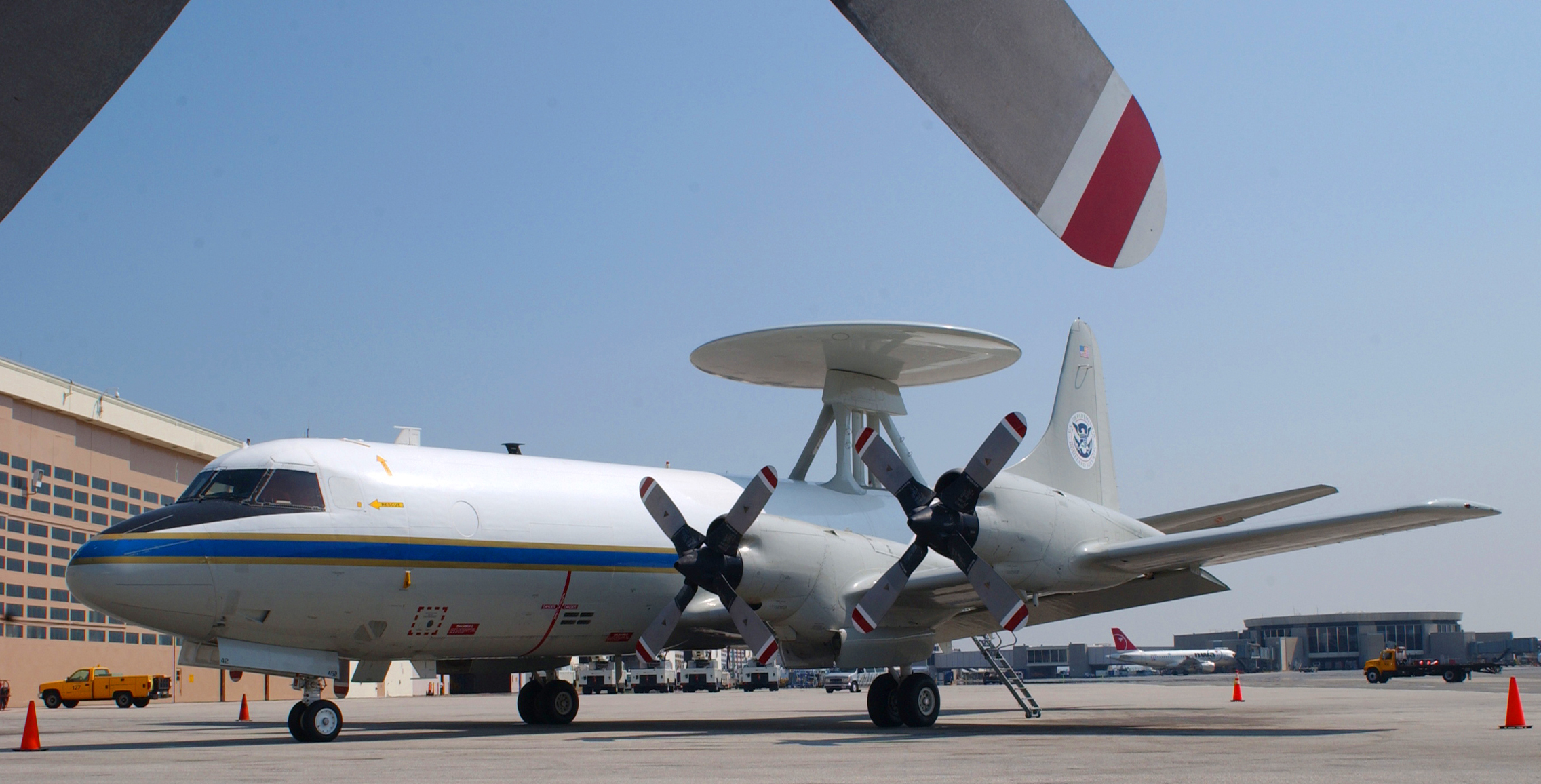
P-3AEW&C zur Bekämpfung des Drogenschmuggels

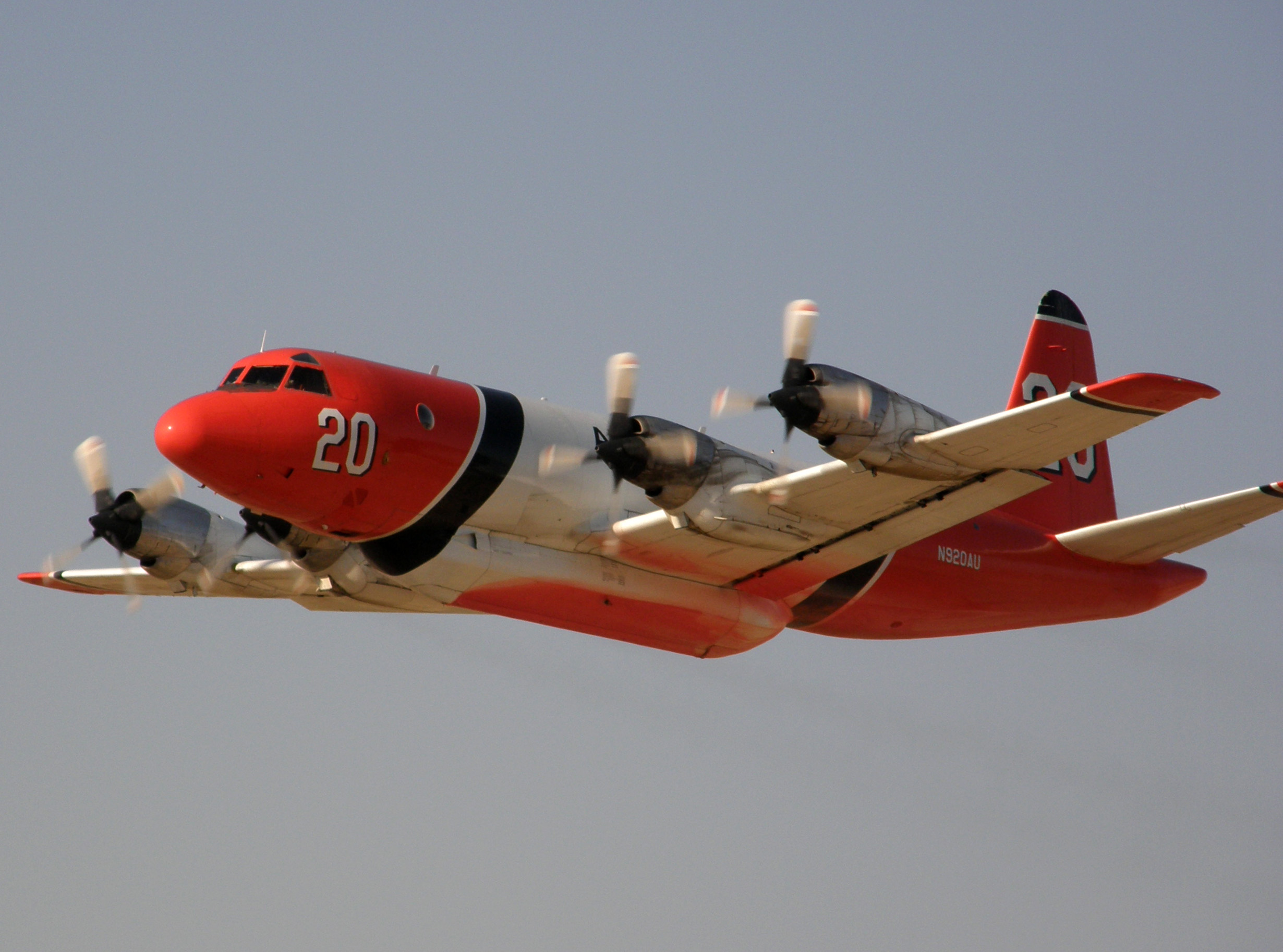
Zivile P-3 als Löschflugzeug

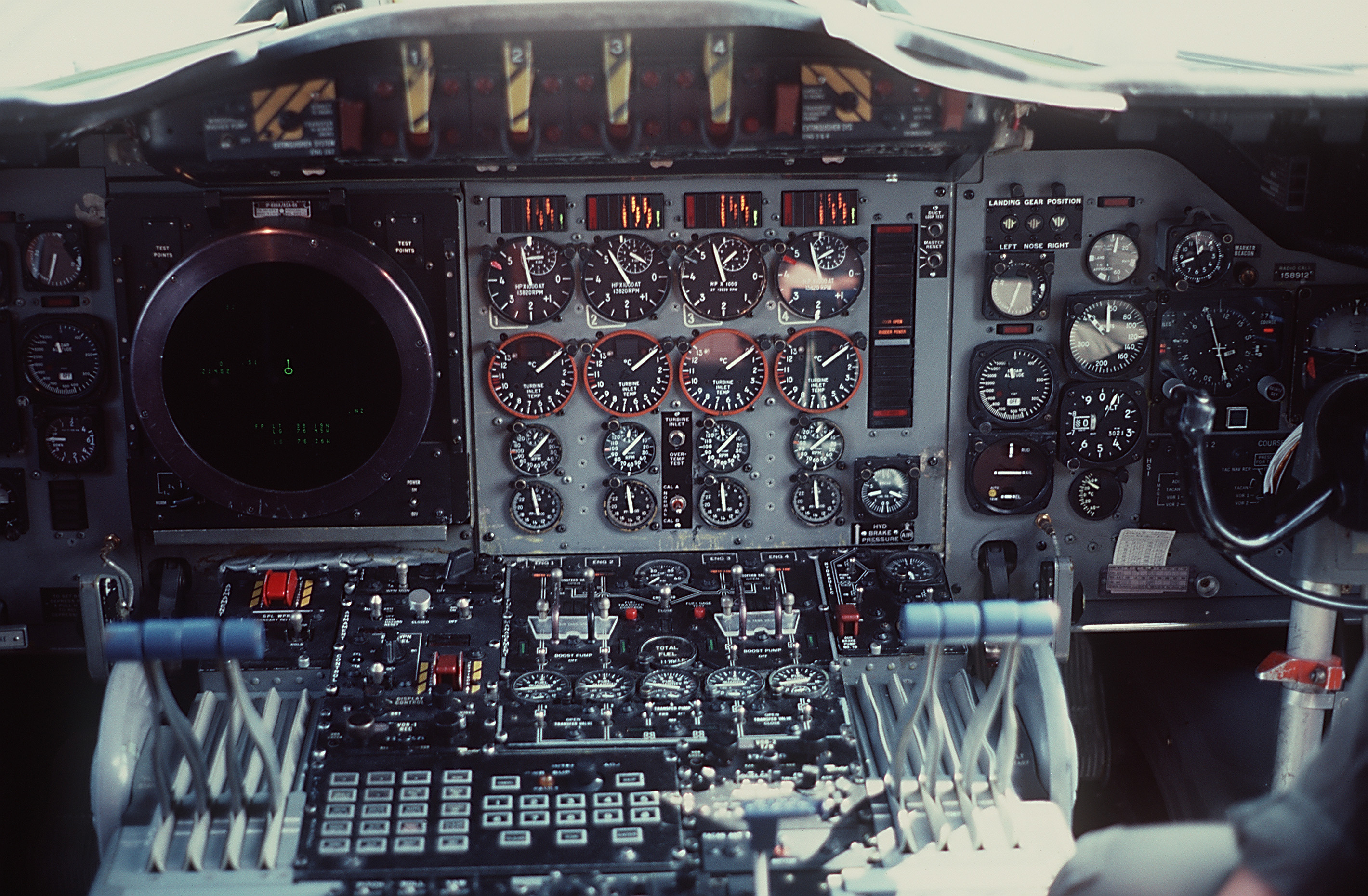
Cockpit einer P-3C

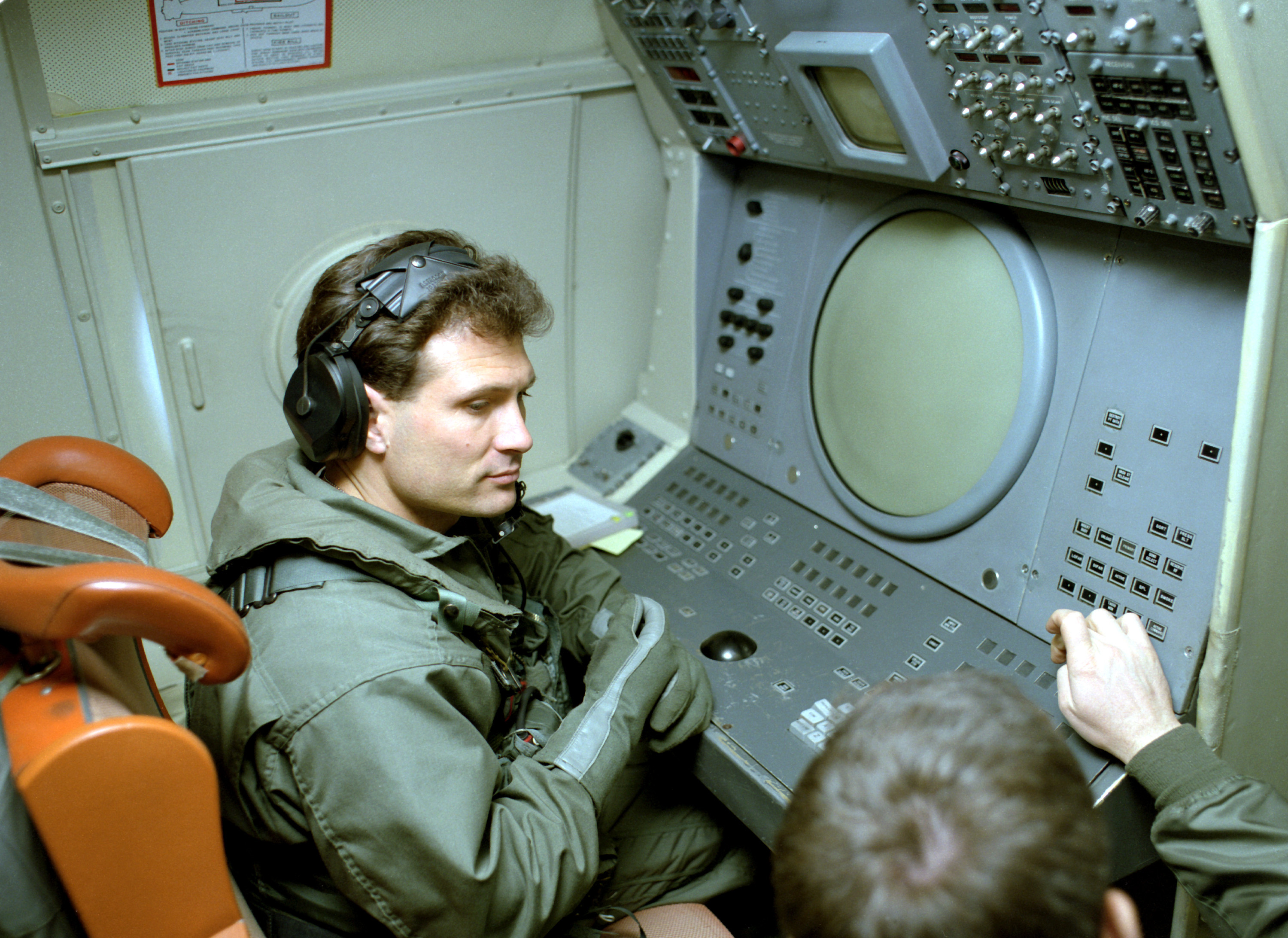
TACCO einer P-3C Update III

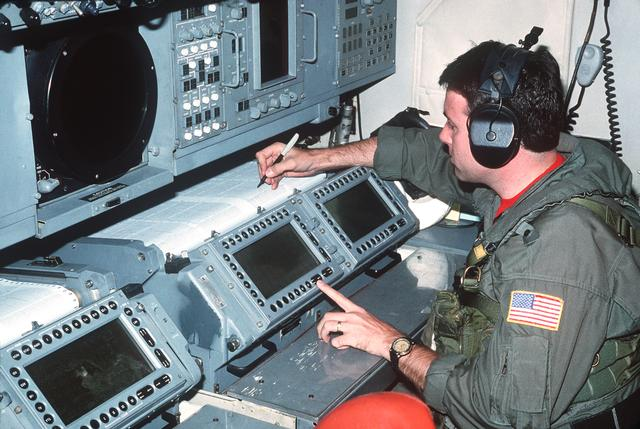
Sonarbediener einer P-3C

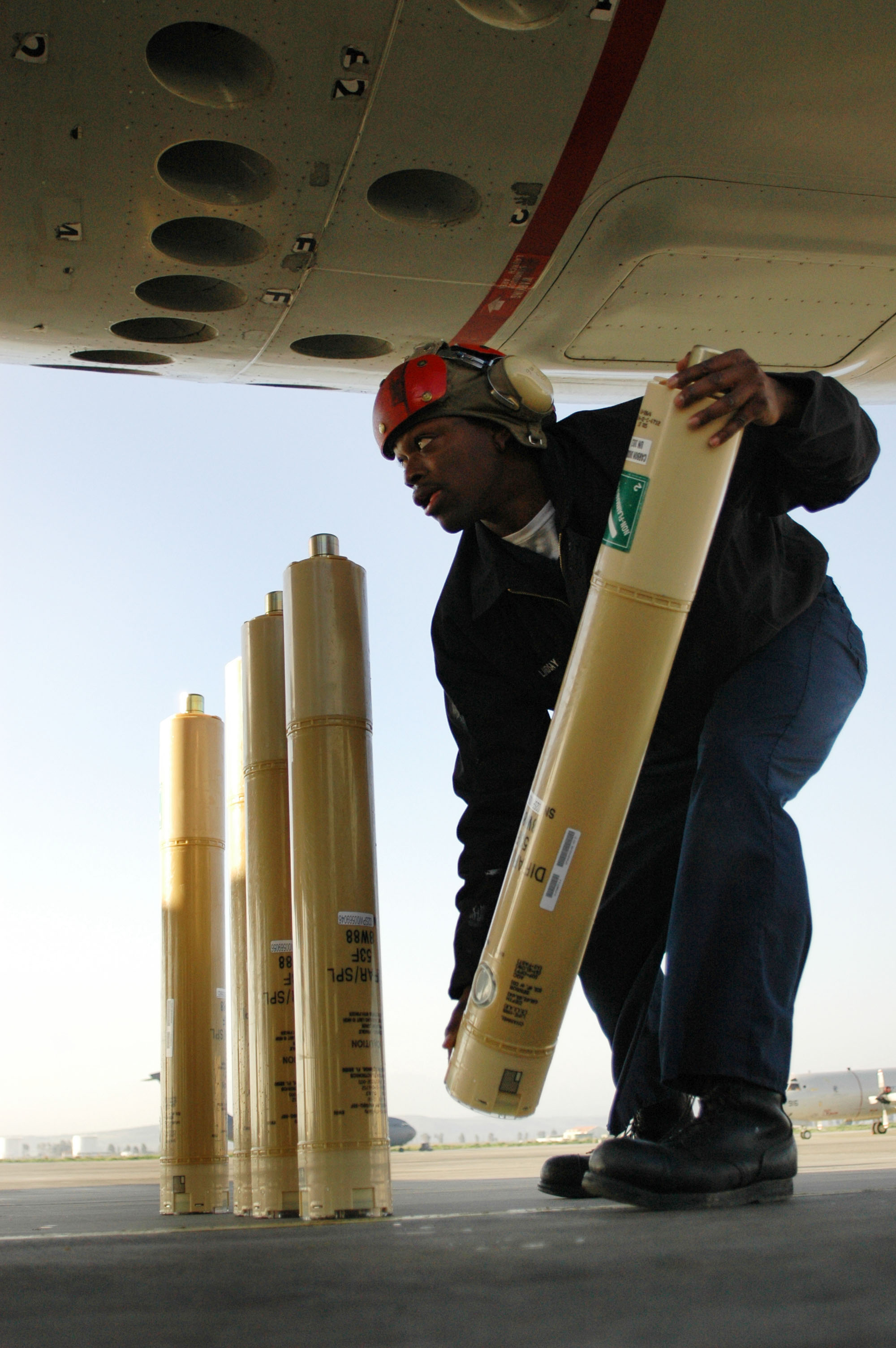
Verladen von Sonarbojen in eine P-3

Bei der Deutschen Marine setzt sich die Besatzung üblicherweise aus elf Mitgliedern zusammen. Besatzungsmitglieder wechseln sich an den gewölbten Ausgucken ab. Dies sind:
- Kommandant/Pilot (Aircraft Commander or Patrol Plane Commander, kurz „PPC“)
- Copilot (kurz „2P“)
- Bordingenieur (Flight Engineer, kurz „FE“)
- Bordelektroniker (In-Flight Technician, kurz „IFT“)
- Tactical Coordinator (kurz „TACCO“)
- Navigator/Übermittlungsspezialist (kurz „NAV/COM“)
- 3 × Überwasser-Operateure
- 2 × Unterwasser-Operateure

Bei der US Navy kommt noch ein Ersatzpilot hinzu und die Operateure haben spezifischere Aufgaben (Sensor 1–3).

## Varianten
- YP-3A (YP3V-1): Prototyp
- P-3A (P3V-1): U-Jagd-Flugzeug, 157 gebaut
- EP-3A: sieben P-3A, die zur elektronischen Aufklärung umgerüstet wurden
- NP-3A: drei zu Testflugzeugen umgerüstete P-3A
- RP-3A: zwei P-3A, die für Forschungszwecke umgerüstet wurden
- TP-3A: zwölf P-3A ohne ASW-Ausrüstung zur Pilotenschulung
- UP-3A: 38 P-3A, die zu Transportflugzeugen umgebaut wurden
- VP-3A: drei WP-3A und zwei P-3A, die zu VIP-Flugzeugen umgerüstet wurden
- WP-3A: vier zu Wetteraufklärern umgebaute P-3A des U.S. Department of Commerce
- P-3A Slick: sechs für die US-amerikanische Zollbehörde umgerüstete P-3A mit dem Radar der F-15E
- P-3ACH: vier für Chile umgerüstete P-3A mit der Inneneinrichtung der Boeing 727 mit 65 Sitzen
- P-3AM: neun für die Força Aérea Brasileira (FAB) bei Airbus Military umfangreich modifizierte P-3A
- P-3A Aerostar: sechs als Löschflugzeuge umgebaute P-3A der Firma Aero Union
- P-3B: U-Jagd-Flugzeug, 144 gebaut, hatte stärkere Motoren
- EP-3B: zwei zur elektronischen Aufklärung modifizierte P-3B
- P-3B Aerostar: eine als Löschflugzeug umgebaute P-3B der Firma Aero Union
- P-3BR: alternative Bezeichnung für die P-3AM für die neun von EADS für die FAB modifizierten P-3A
- P-3CK: acht für Südkorea modifizierte P-3B
- P-3C: U-Jagd-Flugzeug, 267 ab 1968 gebaut
- P-3C CUP: 13 niederländische P-3C Update II.5, die eine neue Datenverarbeitungsanlage, ein neues Radar, einen neuen Akustikprozessor sowie eine neue ESM-Ausrüstung und SATCOM erhielten. 2006 nach Modifizierung an Deutschland (8) und Portugal (5) verkauft.
- P-3C Update I: 31 P-3C mit neuer Avionik, die ab Januar 1975 gebaut wurden
- P-3C Update II: 44 P-3C mit Infrarot-Ortungs- und Sonarbojen-Referenzsystem, die ab August 1977 gebaut wurden
- P-3C Update II.5: 24 Flugzeuge, die 1981 gebaut wurden; sie erhielten verbesserte Navigations- und Kommunikationssysteme
- P-3C Update III: 50 P-3C, die ab Mai 1984 gebaut wurden; sie erhielten einen neuen Akustikprozessor, Sonarbojenempfänger und ein verbessertes Hilfstriebwerk
- P-3C Update IV: Version mit besseren Systemen für elektronische Maßnahmen, zusätzlichem Suchradar und Sensoren zur Ortung leiserer U-Boote
- EP-3C: japanische Version der P-3C von Kawasaki zur elektronischen Aufklärung
- NP-3C: eine zum Testflugzeug umgebaute P-3C
- RP-3C: zum Forschungsflugzeug modifizierte P-3C
- UP-3C: zwei von Kawasaki umgebaute Transportflugzeuge
- RP-3D: ein zur atmosphärischen Datenerfassung umgebaute P-3C
- WP-3D: zwei für die National Oceanic and Atmospheric Administration umgerüstete P-3A zur Wetteraufklärung
- EP-3E: Aries: zwölf Maschinen zur elektronischen Aufklärung
- EP-3E: Aries II: zwölf P-3C mit der Ausrüstung der EP-3B
- NP-3E: Testflugzeuge
- P-3F: sechs P-3C mit Luftbetankungsausrüstung für den Iran
- P-3G: zunächst die Bezeichnung für eine stark modifizierte P-3, 1989 in P-7A umbenannt. Der Auftrag über zwei Prototypen und 123 Serienflugzeuge wurde 1990 gestrichen.
- P-3H: vorgeschlagene Ersatzversion für die gestrichene P-7A
- P-3K: von Boeing modifizierte P-3B der neuseeländischen Luftwaffe
- P-3K2: von L-3 mit Untervergabe an Safe Air (Blenheim, NZ) systemseitig modernisierte P-3K (Glas-Cockpit, neues Navigationssystem, neue Einsatz- und Kommunikationssysteme)
- P-3M: von EADS/CASA modifizierte P-3B der spanischen Luftwaffe
- P-3N: zwei aus P-3B für die norwegischen Luftstreitkräfte zu Such- und Rettungsflugzeugen umgerüstete Exemplare. Ein Teil der U-Jagd-Ausrüstung wurde hierzu ausgebaut.
- P-3P: sechs P-3B der portugiesischen Luftstreitkräfte, die auf P-3C Update II umgerüstet wurden.
- P-3T: zwei P-3A, die für die thailändische Marine modifiziert wurden
- VP-3T: eine P-3A, die für die thailändische Marine zum VIP Transportflugzeug modifiziert wurde
- P-3W: 20 P-3C-II der australischen Luftwaffe mit australischem Barra-Sonarbojensystem, zu AP-3C modifiziert, drei P-3B wurden zu TAP-3 zur Pilotenschulung umgebaut
- P-3AEW&C: Frühwarnflugzeug der US-Zollbehörde, Luftraumüberwachungs-Radar zur Bekämpfung des Drogenschmuggels. Erstflug 14. Juni 1984.
- CP-140 Aurora: 18 modifizierte P-3C mit den U-Jagd-Systemen der Lockheed S-3 für die Royal Canadian Air Force. Zehn davon sollen für 156 Mio. Dollar im ALSEP (Aircraft Service Life Extension Program) für weitere 20–25 Jahre Lebensdauer modernisiert werden.
- CP-140A Arcturus: drei kanadische Maschinen ohne U-Jagd-Ausrüstung zur Fischereiüberwachung

## Nutzer
Die Vereinigten Staaten und Japan hielten einen großen Teil von P-3C. (USA 161, Japan 110)
- Argentinien (6 P-3B, 3 P-3C, 1 P-3N[3])
- Australien (16 AP-3C, ehemals 19, Verschrottung begann Ende 2014[4])
- Brasilien (9 P-3AM bzw. P-3BR)
- Chile (4 P-3A)
- Deutschland (8 P-3C)[5]
- Griechenland (6 P-3B)
- Iran (5 P-3F)
- Japan (101 P-3C, 5 EP-3E, NP-3E, 1 UP-3C; Lizenzfertigung)
- Kanada (CP-140 und 140A Aurora)
- Neuseeland (6 P-3K)
- Niederlande (13 P-3C, 2006 8 Maschinen an Deutschland und weitere 5 an Portugal abgegeben)
- Norwegen (4 P-3C, 2 P-3N)
- Pakistan (10 P-3B/C, 28. Squadron, noch im Zulauf, zwei wurden 2011 bei einem Talibananschlag bereits wieder zerstört)
- Portugal (6 P-3P, 5 P-3C)
- Spanien (2 P-3A, 5 P-3B)
- Südkorea (16 P-3C)
- Taiwan (Taiwan) (12 P-3C)
- Thailand (2 P-3T, 1 VP-3T)
- Vereinigte Staaten (161 P-3C, EP-3 etc.)

Es wurden insgesamt 650 Maschinen gefertigt.
Die Lockheed Electra wurde von den Streitkräften Argentiniens, Boliviens, Honduras und Mexikos als Transporter eingesetzt.

### Stationierungsorte in Europa
Deutschland, Deutsche Marine
- Fliegerhorst Nordholz, seit Mai 2006, P-3C (Marinefliegergeschwader 3 „Graf Zeppelin“), Nutzung geplant bis Ende 2025, Ablösung durch Boeing P-8A Poseidon[6]

 Griechenland, Polemiki Aeroporia (Luftstreitkräfte) (gemischte Crews mit der Marine), United States Navy
- Militärflugplatz Eleusis, seit Mai 1996, P-3B (353. Naval Collaboration Squadron)
- Souda Air Base, EP-3E Aries II

 Italien, United States Navy
- Naval Air Station Sigonella, P-3 (zeitweilig verschiedene Patrol Squadrons auf Rotationsbasis)

 Niederlande, Koninklijke Marine
- Vliegkamp Valkenburg, Juli 1982 bis Januar 2005, P-3C (320. und 321. Squadron)

 Norwegen, Luftforsvaret (Luftstreitkräfte)
- Andøya flystasjon, seit Januar 1969, P-3B/C/N (333. Skvadron)

 Portugal, Força Aérea Portuguesa (Luftstreitkräfte)
- Base Aérea de Beja, ab Februar 2008, P-3P/C (Esquadra 601)
- Base Aérea de Montijo, August 1988 bis Februar 2008, P-3P/C (Esquadra 601)

 Spanien, Ejército del Aire (Luftstreitkräfte)
- Base Aérea de Morón P-3A/B/M, Oktober 1992 bis Dezember 2022 (Escuadrón 221/Grupo 22)
- Base Aérea de la Parra (Jerez de la Frontera), Juli 1973 bis Oktober 1992, P-3A/B (Escuadrón 221/Ala 22)

### P-3C der Deutschen Marine

#### Beschaffung
Schon 1985 gab es eine Studie unter dem Titel Maritime Patrol Aircraft für die 90er Jahre (MPA 90), die den Ersatz der Breguet Atlantic durch die P3C Update 4 zum Ziel hatte. Die Studie wurde von den Firmen Lockheed California Company und dem MBB-Unternehmensbereich Transport- und Verkehrsflugzeuge (heute Airbus Deutschland, Standorte Hamburg und Bremen) gemeinsam mit dem BWB durchgeführt.
1997 bot Lockheed Martin Deutschland und Italien eine „Orion 2000“ oder „P-3CPlus“ als Ersatz für die Breguet Atlantic BR 1150 an. Beide Länder etablierten ein Management-Team beim Bundesamt für Wehrtechnik und Beschaffung in Koblenz und unterzeichneten am 21. Oktober 1999 ein MPA Definition MoU. Zwischen 2007 und 2015 sollte Deutschland zehn Flugzeuge erhalten, Italien 14. Am 26. Juli 2002 bot Lockheed Martin eine P-3C mit überarbeiteten Tragflächen, Allison-T56-Triebwerken und moderner Avionik an. Das Programm wurde jedoch gestoppt. 2003 schließlich boten die Niederlande ihre P-3C Update II.5 zum Kauf an, die 1982 bis 1984 geliefert worden waren. Am 31. Oktober desselben Jahres unterzeichneten beide Länder eine Absichtserklärung über den Verkauf von zehn Flugzeugen. Später wurde entschieden, dass Deutschland acht Flugzeuge erhalten sollte und Portugal die restlichen fünf. Der am 15. November 2004 unterzeichnete Vertrag sah für Deutschland die Lieferung von acht P-3C, Ersatzteilen, Flugsimulator und sonstigem Material zu einem Preis von 271 Millionen Euro vor. Für weitere 24 Millionen Euro bildeten die niederländischen Streitkräfte das Boden- und Flugpersonal des Marinefliegergeschwaders 3 (MFG 3) Graf Zeppelin aus Nordholz auf dem Fliegerhorst Valkenburg in den Niederlanden aus. Zwanzig Jahre lang sollen die Aufklärungsflugzeuge für die Deutsche Marine die weiträumige Seeraumüberwachung und Aufklärung über sowie unter Wasser übernehmen. Die Deutsche Marine erhielt am 18. Mai 2006 offiziell die erste P-3C.

#### Wartung und Upgrades
Laut Angaben des Spiegel betrugen die Beschaffungskosten 441,52 Millionen Euro; bis 2014 wurden für Grundüberholungen und Wartungsarbeiten zusätzliche 573,3 Millionen Euro ausgegeben. Trotzdem waren Ende Januar 2015 nur drei der acht P-3C einsatzbereit.
Ende 2016 meldete das Magazin Der Spiegel, dass mit Stichtag 30. September 2016 keines der Flugzeuge einsatzbereit gewesen sei und dass eine der Maschinen in 10 Jahren gerade einmal zweieinhalb Flugstunden absolviert habe.
Laut Presseerklärung des Verteidigungsministerium wurden im Juni 2020 die Arbeiten gestoppt. Grund hierfür seien die nicht mehr kalkulierbaren Gesamtkosten. Ab dem 8. Januar 2021 war für mindestens mehrere Wochen kein einziges Flugzeug mehr einsatzbereit. Nach der Beendigung der Modernisierung der Flugzeuge im Jahr 2020 beschloss das Verteidigungsministerium 2021 als Interimslösung die Beschaffung von fünf Boeing P-8A Poseidon. Im November wurde die Anschaffung von drei weiteren Maschinen durch den Bundestag genehmigt, so dass die Gesamtzahl der P-8A Poseidon für die Deutsche Marine auf acht Maschinen erhöht wurde. Diese sollen ab 2025 dem Marinefliegergeschwader 3 unterstellt werden und bis zur Verfügbarkeit des deutsch-französischen Kooperationsvorhabens Maritime Airborne Warfare System (MAWS) bis 2035 im Einsatz sein.

#### Einsatz
Die deutsche Marine setzt die P-3C unter anderem bei der EU-Mission Atalanta vor der Küste Somalias ein, dabei sind die Maschinen mit ihren Besatzungen in Dschibuti stationiert.

#### Liste der deutschen Maschinen
Die Deutsche Marine verfügt über folgende Flugzeuge:
| Bureau Number | Kennzeichen ( Niederlande) | Kennzeichen der Deutschen Marine | Verbleib                                     |
| ------------- | -------------------------- | -------------------------------- | -------------------------------------------- |
| 161369        | 301                        | 60+01                            |                                              |
| 161370        | 302                        | 60+02                            |                                              |
| 161371        | 303                        | 60+03 (ehemals 98+01)            |                                              |
| 161373        | 305                        | 60+04                            |                                              |
| 161376        | 308                        | 60+05                            | Verkauf an Portugal (Forҫa Aérea Portuguesa) |
| 161377        | 309                        | 60+06                            |                                              |
| 161379        | 311                        | 60+07                            |                                              |
| 161380        | 312                        | 60+08                            |                                              |

## Technische Daten der P-3C
- Besatzung: 11
- Länge: 35,61 m
- Spannweite: 30,37 m
- Höhe: 10,27 m
- Flügelfläche: 120,77 m²
- Flügelstreckung: 7,6
- Leermasse: 27.892 kg
- max. Startmasse: 64.410 kg
- Tankkapazität: 34.800 Liter
- Antrieb: vier Rolls-Royce-Allison-Propellerturbinen T56-A-14 mit je 4.910 PS und HS.54H60-77-Propeller mit je 411 cm Durchmesser
- Höchstgeschwindigkeit: 761 km/h auf 4575 m
- Marschgeschwindigkeit: 639 km/h auf 7620 m
- Steiggeschwindigkeit: 10 m/s
- Dienstgipfelhöhe: 8625 m
- Einsatzreichweite: 2.494 km mit dreistündigem Patrouillenflug
- Überführungsreichweite: 7728 km
- Waffenzuladung: 9072 kg Waffen (intern 3290 kg plus extern an zehn Aufhängestationen 5782 kg)

## Waffenzuladung
Interner Waffenschacht
Kampfmittel bis zu 4800 kg an bis zu 8 Stationen in einem fünf Meter langen internen Waffenschacht hinter dem Bugrad
Torpedos
- 8 × Alliant Techsystems Mk.46 Leichtgewichts-Torpedo (Durchmesser 324 mm)
- 6 × Honeywell Mk.50 „Barracuda“ Leichtgewichts-Torpedo (Durchmesser 324 mm)
- 6 × Raytheon Mk.54 MAKO Leichtgewichts-Torpedo (Durchmesser 324 mm)

Ungelenkte Bomben
- 8 × CBU-100 / Mark 20 „Rockeye II“ (222-kg-/490-lb-Anti-Panzer-Streubombe mit 247 Mk.118-Bomblets)
- 6 × Seemine Mk 25/39/55/56 (907 kg)
- 3 × Mk.36 DST „Destructor“ (250-kg-/560-lb-Seemine auf Basis der Mk.82)[12]
- 2 × Mk 101 „Lulu“ (11-kT-Nuklear-Wasserbombe)
- 3 × B57 (20-kT-Nuklear-Wasserbombe)
- 8 × Mk.54 (160-kg-Unterwasser-Seemine)[13]
- 8 × BLU-111A/B (227-kg-Freifallbombe, analog Mk.82 mit thermischem Schutzanstrich)
- 4 × BLU-110/B (454-kg-Freifallbombe, analog Mk.83)
- 8 × Mk.82 BDU-45 Wasserbombe

Kampfmittel bis zu 3200 kg an zehn externen Außenlaststationen unter den beiden Tragflächen
Luft-Luft-Lenkwaffen
- 4 × LAU-7/A-Startschienen für je 1 × Raytheon AIM-9L „Sidewinder“ – infrarotgesteuert für Kurzstrecken

Luft-Boden-Lenkflugkörper
- 6 × Boeing AGM-84D „Harpoon“ – Seezielflugkörper
- 4 × Boeing AGM-84E „SLAM-ER“ – Seezielflugkörper/Landzielflugkörper
- 4 × LAU-117A-Startschienenträger für je 1 × Raytheon AGM-65A/B/E/F „Maverick“ – fernseh-, laser- oder infrarotgesteuerter Lenkflugkörper gegen Schiffe oder Panzer
- 4 × Martin-Marietta AGM-12B/C „Bullpup“ – funkgesteuerte Lenkflugkörper

Ungelenkte Waffen
- 4 × LAU-3/A-Raketen-Rohrstartbehältern für je 7 × ungelenkte FFAR-Luft-Boden-Hydra-Raketen; Kaliber 70 mm / 2.75 inch
- 10 × Mk.62 Seemine
- 8 × Mk.63 Seemine
- 6 × Mk.65 Seemine
- 10 × BLU-111A/B (227-kg-Freifallbombe, analog Mk.82 mit thermischem Schutzanstrich)
- 10 × CBU-100 / Mk.20 „Rockeye II“ (222-kg-/490-lb-Anti-Panzer-Streubombe mit 247 Mk.118-Bomblets)

## Sensorik
- Wärmebild-Kuppel (FLIR-System „MX-20HD“)
- Radar APS-137B(V)5 (Synthetic-Aperture- und Imaging-Radar-Fähigkeiten; SAR/ISAR)
- ESM-Gerät AN/ALR-95
- Magnetic Anomaly Detector (MAD)

- 84 × Sonarbojen (48 in vorgeladenen Ausstoßbehältern im Heck, Rest in Lagercontainer im Rumpf)

## Selbstschutz
- Radarwarnempfänger AN/AAR-47
- Täuschkörperwerfer AN/ALE-47